# Praça da CEPISA
A Praça Da Costa e Silva , popularmente conhecida como Praça da CEPISA, é uma praça pública de Teresina, capital do Piauí, situada na margem do Rio Parnaíba nas proximidades do edifício da CEPISA. Seu nome é em homenagem ao poeta piauiense Antônio Francisco da Costa e Silva.

## História
O nome da praça homenagem o poeta Antônio Francisco da Costa e Silva, autor do hino do Piauí. Sua denominação oficial consta no decreto municipal nº 74, de 28 de maio de 1976, assinado pelo prefeito Wall Ferraz.
Inaugurada em 05 de setembro de 1977, com cerca de 20.000 m², a praça está localizada entre a Avenida José dos Santos e Silva, Avenida Maranhão, Rua Santa Luzia e Rua João Cabral, às margens do rio Parnaíba, ao lado do prédio da CEPISA.[carece de fontes?]

## Arquitetura
O projeto da praça foi realizado pelo paisagista Roberto Burle Marx juntamente com o arquiteto Acácio Gil Borsoi, sendo o único espaço público projetado por Burle Marx na cidade.
Inicialmente a praça não possuía grades em seu entorno, sendo totalmente integrada com a cidade, sua criação buscava demonstrar os avanços da sociedade piauiense e foi bem aceita pela população da região, sendo recebida com júbilo.
Por conta da relação com o rio Parnaíba, pela homenagem ao principal poeta do estado e por ser o único espaço público na cidade projetado por Roberto Burle Marx, a praça é considerada um patrimônio cultural da cidade de Teresina.
Em maio de 2022, o busto de Da Costa e Silva foi furtado da praça e seu pedestal depredado.